# Daszówka (województwo łódzkie)
Daszówka – wieś w Polsce położona w województwie łódzkim, w powiecie piotrkowskim, w gminie Moszczenica.
Obecna wieś Daszówka jest szczątkowym, w większości niezabudowanym, obszarem wsi Daszówka, włączonej 1 lutego 1977 do Piotrkowa Trybunalskiego.
W latach 1975–1998 miejscowość administracyjnie należała do województwa piotrkowskiego.
Zobacz też: Daszówka